# ألفونسو دافيلا أورتيز
ألفونسو دافيلا أورتيز هو مهندس ومهندس مدني وسياسي كولومبي، ولد في 4 أبريل 1922 في بوغوتا في كولومبيا، وتوفي بنفس المكان في 10 نوفمبر 2015.